# Christopher Sean
Christopher Sean Friel (Oak Harbor (Washington), 25 oktober 1985) is een Amerikaans acteur. Hij speelde in diverse films en series, waaronder Young American Dream, Days of our Lives en You.

## Filmografie

### Film
- 2010: King Eternal, als Kele
- 2012: Back to Blue, als Chris
- 2013: Young American Dream, als Frates
- 2013: Twiharder, als JB Lycan
- 2019: Home Is Where the Killer Is, als Kyle Hayes
- 2020: Sanyangeui sigan, als aanvullende stemmen
- 2024: Ultraman: Rising, als Ken Sato / Ultraman (stemrol)

### Televisie
- 2010: The Bold and the Beautiful, als serveerder
- 2012: Hollywood Heights, man
- 2012-2013: The Lizzie Bennet Diaries, als Bing Lee
- 2013: The Mindy Project, als jonge man
- 2014: Progress: Ask a Cam Harlot, als Chance Von Thundermast
- 2014: CineDopes, als yoga-student
- 2014-2016: Hawaii Five-0, als Gabriel Waincroft
- 2014-2025: Days of our Lives, als Paul Narita
- 2016-2017: The Bay, als Colton
- 2018-2020: Star Wars Resistance, als Kazuda Xiono (stemrol)
- 2021: Star Wars: Visions, als Asu (stemrol)
- 2021: You, als Brandon
- 2021: NCIS: Los Angeles, als detective Jack Tanaka
- 2022: Days of our Lives: Beyond Salem, als Paul Narita
- 2024: Secret Level, als Rafael Sabatine (stemrol)

### Computerspellen
Tevens sprak Sean diverse stemmen in voor videospellen:
- 2018: Epic Seven, als Ludwig, Ken en Romann
- 2018: Fallout 76, als Dr. Bernard, Greg Goldstein, Lawrence Kessler, Cultist Priest en Raiders
- 2020: Ghost of Tsushima, als aanvullende stemmen
- 2020: Marvel's Avengers, als aanvullende stemmen
- 2022: Horizon Forbidden West, als Arokkeh
- 2022: Gotham Knights, als Dick Grayson en Nightwing
- 2023: Like a Dragon Gaiden: The Man Who Erased His Name, als agent Enzen
- 2024: Like a Dragon: Infinite Wealth, als Kazuki en aanvullende stemmen
- 2024: Suicide Squad: Kill the Justice League, als Hiro Okamura / Toyman
- 2024: Slitterhead, als Tommy